# 1070
| Calendário gregoriano                                                        | 1070 MLXX                                            |
| Ab urbe condita                                                              | 1823                                                 |
| Calendário arménio                                                           | 519 – 520                                            |
| Calendário bahá'í                                                            | -774 – -773                                          |
| Calendário budista                                                           | 1614                                                 |
| Calendário chinês                                                            | 3766 – 3767 Início a 14 de janeiro (aproximadamente) |
| Calendário copta                                                             | 786 – 787                                            |
| Calendário etíope                                                            | 1062 – 1063                                          |
| Calendários hindus - Vikram Samvat - Calendário nacional indiano - Cáli Iuga | 1125 – 1126 991 – 992 4170 – 4171                    |
| Calendário Holoceno                                                          | 11070                                                |
| Calendário islâmico                                                          | 462 – 463                                            |
| Calendário judaico                                                           | 4830 – 4831                                          |
| Calendário persa                                                             | 448 – 449                                            |
| Calendário rúnico                                                            | 1320                                                 |
| Calendário solar tailandês                                                   | 1613                                                 |

1070 (MLXX, na numeração romana) foi um ano comum do século XI do Calendário Juliano, da Era de Cristo, a sua letra dominical foi C (52 semanas), teve início a uma sexta-feira e terminou também a uma sexta-feira.
No território que viria a ser o reino de Portugal estava em vigor a Era de César que já contava 1108 anos.
| Ano completo                       |
| ---------------------------------- |
| Ano comum com início à sexta-feira |

## Eventos
- A Sé episcopal é restaurada em Braga, com a ascensão de D. Pedro a bispo de Braga.
- Início da década de adopção dos costumes cluniacenses em muitos mosteiros de Entre Douro e Minho.
- O emir almorávida Abu Becre ibne Omar funda Marraquexe e torna-a a sua capital em substituição de Agmate.

## Nascimentos
- Teodorico II da Lorena "O Valente", duque de Lorena (1070 – 1 de Maio de 1115).
- Pero Oeriz Guedeão, nobre do Condado Portucalense.
- Rodrigo Forjaz de Trastamara, cavaleiro medieval cujas origens se encontram na Casa de Trastamara.
- Mem Fernandes Antas Governador de Bragança, Portugal.
- D. Sancho Nunes de Celanova, fidalgo medieval português. Criou a Quinta de Barbosa e o solar de Barbosa, foi o primeiro a usar o apelido Barbosa (sobrenome)Barbosa, m. 1130.
- Gomes Mendes Guedeão foi um Cavaleiro medieval do Condado Portucalense, m. 1170.
- Mem Viegas de Sousa, foi Governador da Vila de Santa Cruz de Riba Tâmega e castelão do Castelo de Santa Cruz de Riba Tâmega, m. 1130.

## Mortes
- 11 de Outubro - Gerardo I da Lorena, duque da Lorena n. 1030.